# Nitinol

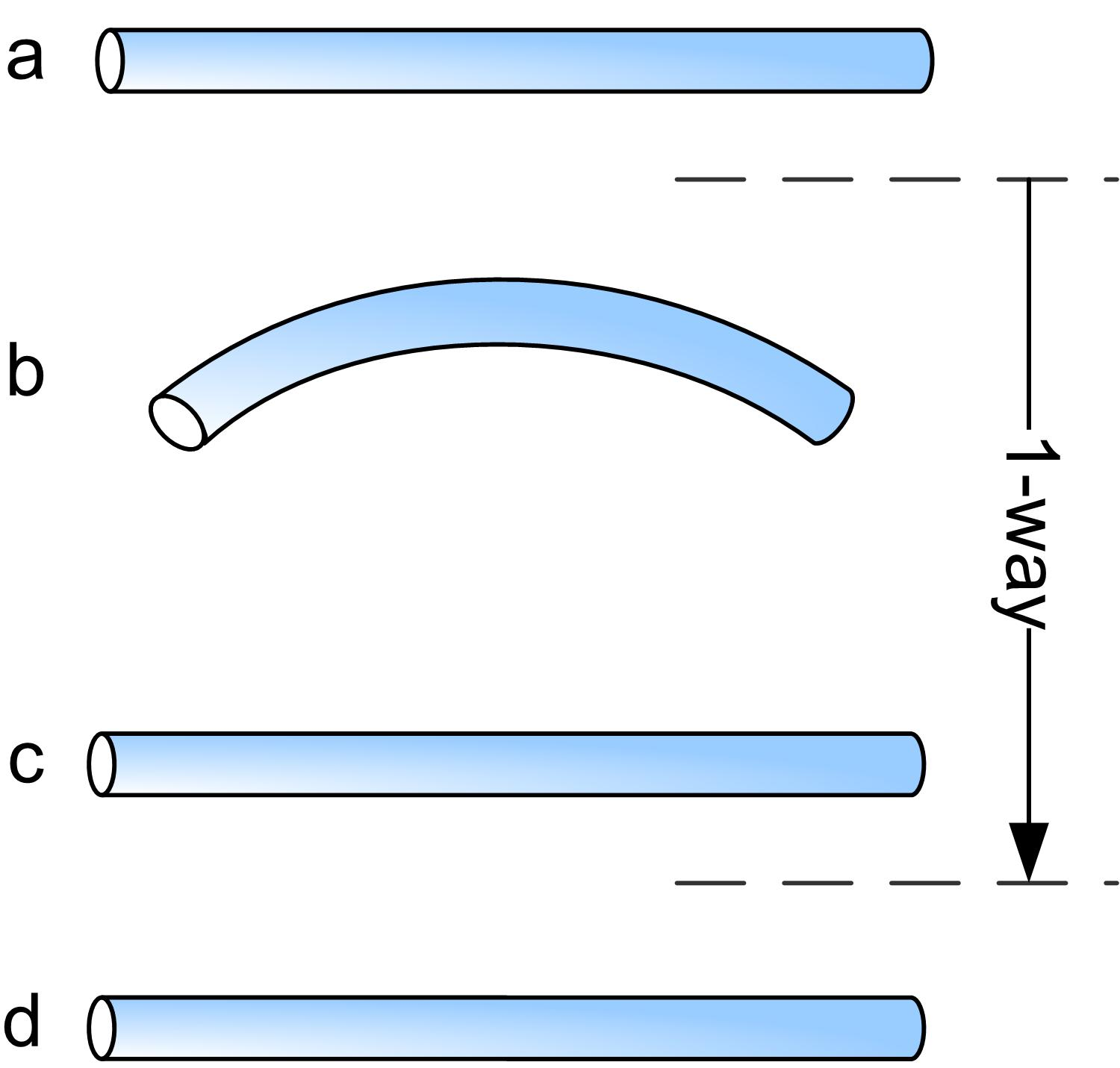
Deformación y recuperación de forma.

El nitinol es una aleación de níquel60-70% y titanio30-40%, y es el ejemplo más conocido de las llamadas aleaciones con memoria de forma. 
Aunque los científicos conocían algunas propiedades de este tipo de materiales desde 1945[], las primeras aplicaciones prácticas no comenzaron a desarrollarse hasta 30 años más tarde. En los laboratorios de la marina de los EE. UU. William Beuhler descubrió una aleación de níquel (Ni) y titanio (Ti) que presentaba estas propiedades, en un programa de investigación encaminado a la obtención de una aleación con alta resistencia a la corrosión. El equipo de investigadores que lo descubrió bautizó el nuevo material con el nombre de NiTiNOL (acrónimo de Ni-Ti-Naval Ordnance Laboratory). Se trata de una aleación de níquel y titanio en proporciones casi equimolares y que tiene propiedades de memoria de forma espectaculares. La memoria de forma se manifiesta cuando, después de una deformación plástica, el material recupera su forma tras un calentamiento suave. El nombre de este material se ha convertido en sinónimo de este tipo de aleaciones, al igual que el teflón lo es del politetrafluoroetileno. 
Las aleaciones con memoria de forma deben sus propiedades a una transición de fase entre una estructura de tipo austenita y una de tipo martensita. Las transiciones de fase en los sólidos pueden producirse por dos mecanismos muy diferentes. El más común consiste en el desplazamiento de átomos de sus posiciones de equilibrio, mediante un proceso conocido como difusión, para adoptar una nueva estructura más estable en las condiciones de presión y temperatura a las que se encuentra el material. Este tipo de transiciones se produce generalmente de una forma lenta. 
Las aleaciones con memoria de forma sufren también una transición de fase que se produce mediante un movimiento cooperativo de un gran número de átomos, los cuales sufren desplazamientos muy pequeños de sus posiciones de equilibrio. Puesto que no existe difusión de átomos esta transformación es muy rápida (puede alcanzar la velocidad del sonido). Este tipo de transformación recibe el nombre martensíticas, debido a que se describieron en primer lugar para la transformación del acero entre sus fases austenita (dúctil y maleable) y martensita (frágil y dura).
La martensita (de baja temperatura) es una fase menos simétrica que la austenita (cúbica de cara centrada). Una vez que se ha generado por enfriamiento la fase martensita, se puede deformar fácilmente y de una forma plástica, pero la transformación por calentamiento recupera la UNICA estructura de tipo austenita posible. Este efecto, a escala macroscópica se manifiesta en la recuperación de la forma inicial. 
En un proceso típico de transformación con memoria de forma, la pieza se enfría desde el estado de austenita para transformarla en martensita. En esta fase el material es maleable y se deforma fácilmente, cambiando de forma. Un calentamiento a una temperatura superior a la de transformación devuelve el objeto a su forma original.

## Aplicaciones
Las aplicaciones de las AMF que se han desarrollado hasta el presente se derivan de sus dos propiedades fundamentales, a saber: la superelasticidad y la recuperación de la forma por calentamiento. 
Por sus propiedades, de material superelástico, se han desarrollado dispositivos de aplicación en medicina, como cilindros-mallas autoexpansibles para mantener permeabilidad de vasos sanguíneos (Estent (dispositivo)), o dispositivos para oclusión de defectos cardiacos. También se emplean en elementos que deben recuperar su forma original después de una severa deformación, como monturas de gafas para niños o antenas de teléfonos móviles (ya en desuso) . La recuperación de la forma original puede emplearse para la generación de movimiento o para la fabricación de acoplamientos en conducciones espaciales (conducciones en la industria aeronáutica o conducciones submarinas). 
El proceso para generar uniones es simple y muy fiable. Consiste en fabricar un tubo con un diámetro interior un 3% menor que el diámetro del tubo al que se ha de unir. Una vez frío, en estado martensítico, se ensancha hasta un 8%. Una vez colocados los tubos se calienta la unión por encima de la temperatura de transformación, produciéndose la contracción para recuperar su forma original, con lo que se produce una unión de los tubos muy hermética y resistente,sin necesidad de juntas ni acoplamientos mecánicos. 
En aplicaciones como actuadores, se emplean en la actualidad en la fabricación de válvulas termostáticas para calefacción, que funcionan oponiendo dos muelles, uno de acero convencional, con una constante de elasticidad que se puede considerar constante con la temperatura y otro de AMF que a baja temperatura es fácilmente deformable y abrirá la válvula, mientras que cuando llegue a una cierta temperatura se transformará en austenita, recuperando la forma original y actuando en contra del muelle de acero, que cerrará la válvula.
Aplicaciones:
- Sistemas de aproximación de huesos para reparar fracturas (Anson Medical, UK)
- Materiales superelásticos (instrumentos médicos)
- Termostatos y válvulas de control
- Uniones en canalizaciones de submarinos y conducciones submarinas
- Actuadores mecánicos
- En Odontología tanto en Endodoncia los instrumentos permiten mayor control en conductos radiculares curvos, como en Ortodoncia los arcos que recuperan la forma de arcada al calentarse en la cavidad oral.
- Dispositivo para curar cardiopatías congénitas.